# Ю
Ю (onderkast: ю) (joe) is een letter uit het cyrillische alfabet die wordt uitgesproken als /ju/ of /u/ achter een gepalataliseerde medeklinker.

## Weergave

### Unicode
De Ю en ю zijn in 1993 toegevoegd aan de Unicode 1.0 karakterset.
In Unicode vindt men Ю onder het codepunt U+042E (hex) en ю onder U+044E.

### HTML
In HTML kan men voor Ю de code &YUcy; gebruiken, en voor ю &yucy;.